# 7월 23일
7월 23일은 그레고리력으로 204번째(윤년일 경우 205번째) 날에 해당한다.

## 사건
- 811년 - 동로마 제국의 황제 니케포루스 1세가 불가르의 수도인 플라스카를 약탈, 불가르족의 칸 크룸의 보물을 차지했다.
- 1863년 - 미국 남북 전쟁: 게티즈버그 전역: 매너서스 갭 전투
- 1882년 - 조선 고종 19년, 임오군란이 일어나다.
- 1894년 - 조선 고종 31년, 제1차 김홍집 내각.
- 1978년 - 대한민국, 한강대교 버스 추락 사고가 발생했다.
- 1980년 - 베트남의 군인 팜뚜언이 아시아인 최초로 우주비행사가 되다.
- 2011년 - 중화인민공화국, 원저우 철도 추돌 탈선 사고 발생. 43명 사망.
- 2014년
  - 튀니지에서 유럽으로 향하는 난민선에서 집단 학살이 이어져 110여 명이 사망하였다.
  - 중화민국 펑후 군도 부근에서 부흥항공 222편 항공기가 착륙을 시도하다가 사고를 내 58명의 사상자가 발생하였다.
  - 인도네시아 대통령 선거에서 친서민 개혁정책을 표방하는 조코 위도도 투쟁민주당 후보가 당선되었다.

## 문화
- 1923년 - 색동회에서 어린이교육강의인 전국소년지도자대회를 일주일간 개최.
- 2012년 - 대한민국, TBN 울산교통방송 개국.
- 2021년 - 도쿄 올림픽이 1년 연기되어 개막하다.

## 탄생
- 1339년 - 프랑스의 왕족으로 발루아-앙주 가의 시조 루이 1세 당주 공작. (~1384년)
- 1649년 - 로마의 제243대 교황 교황 클레멘스 11세. (~1721년)
- 1864년 - 필리핀의 독립운동가 겸 초대 총리 아폴리나리오 마비니. (~1903년)
- 1870년 - 조선의 왕족, 흥선대원군의 장손 이준용. (~1917년)
- 1888년 - 미국의 범죄소설 작가 레이먼드 챈들러. (~1959년)
- 1892년
  - 대한민국의 대법관 김동현. (~1961년)
  - 에티오피아의 황제 하일레 셀라시에. (~1975년)
- 1906년 - 크로아티아계 스위스의 수상자 블라디미르 프렐로그. (~1998년)
- 1914년 - 노르웨이의 작가 알프 프뢰위센. (~1970년)
- 1928년 - 미국의 작가 휴버트 셀비 주니어. (~2004년)
- 1929년 - 스웨덴의 모델 키키 호칸손. (~2024년)
- 1931년
  - 대한민국의 비전향 장기수 김영태. (~2008년)
  - 스웨덴의 영화감독 얀 트로엘.
- 1934년 - 일본의 정치인 야쓰 요시오. (~2021년)
- 1936년 - 대한민국의 연출가 김재형. (~2011년)
- 1938년 - 미국의 배우, 싱어송라이터 로니 콕스.
- 1941년
  - 프랑스의 생물물리학자 피에르 아고스티니.
  - 이탈리아의 12대 대통령 세르조 마타렐라.
- 1942년 - 핀란드의 가수 프레드.
- 1944년 - 미국의 배우 페페 세르나.
- 1946년 - 대한민국의 프로듀서 최종수. (~2022년)
- 1947년 - 미국의 소설가 가드너 도즈와. (~2018년)
- 1954년 - 대한민국의 사회 운동가, 정치인 서영택.
- 1957년
  - 대한민국의 성우 한인숙.
  - 대한민국의 성우 박홍식.
- 1958년 - 이탈리아의 축구인 프랑크 밀. (~2025년)
- 1959년 - 중화인민공화국의 정치인, 총리 리창.
- 1960년
  - 대한민국의 성우 김민석.
  - 미국의 영화프로듀서 존 랜다우. (~2024년)
- 1961년
  - 대한민국의 대학교수 노재환.
  - 미국의 배우 우디 해럴슨.
- 1962년
  - 대한민국의 배우 선우재덕.
  - 일본의 배우, 가수 미카미 히로시.
- 1964년 - 대한민국의 기초의원 박용운.
- 1965년 - 미국의 기타리스트, 작곡가 슬래시.
- 1966년 - 대한민국의 연출가 유성균.
- 1967년
  - 미국의 배우 필립 시모어 호프먼. (~2014년)
  - 대한민국의 전 가수 김보성.
  - 대한민국의 정치인 오중기.
- 1968년 - 캐나다의 영화감독 숀 레비.
- 1970년
  - 대한민국의 정치인 이창우.
  - 일본의 성우 노무라 켄지.
- 1971년 - 중국의 아나운서 랑융춘.
- 1972년
  - 대한민국의 정치인 송승용.
  - 브라질의 축구 선수 지오바니 에우베르.
- 1973년 - 덴마크의 작곡가 겸 지휘자 쇠렌 닐스 아이히베르크.
- 1974년 - 대한민국의 음악 프로듀서 전승우.
- 1975년
  - 대한민국의 배우 성현아.
  - 미국의 배우, 가수 크리스찬 케이즈.
- 1978년 - 일본의 성우 코마츠 후미노리.
- 1979년
  - 대한민국의 전 가수, 배우 강성민. (Uno)
  - 대한민국의 배우 김하영.
  - 대한민국의 아나운서 서인.
- 1980년
  - 대한민국의 영화감독 이병헌.
  - 미국의 가수 미셸 윌리엄스.
  - 일본의 만화가 엔도 타츠야.
- 1981년
  - 대한민국의 가수 선영.
  - 대한민국의 가수 임태린.
  - 캐나다의 드러머 스티브 조크즈.
  - 일본의 만화가 스케노 요시아키.
  - 일본의 전 축구 선수 오타 게이스케.
- 1982년 - 대한민국의 국악연주가 박지혜.
- 1983년 - 대한민국의 성우 조경이.
- 1984년 - 우루콰이의 축구 선수 왈테르 가르가노.
- 1985년 - 대한민국의 수영 선수 남유선.
- 1986년 - 일본의 성우 우치다 아야.
- 1987년
  - 대한민국의 당구 선수 차유람.
  - 독일의 축구 감독 율리안 나겔스만.
  - 브라질의 축구 선수 루이스 구스타부.
- 1988년 - 대한민국의 뮤지컬 배우 원혁.
- 1989년
  - 영국의 배우 다니엘 래드클리프.
  - 대한민국의 래퍼 pH-1.
- 1990년
  - 대한민국의 배우 김철윤.
  - 대한민국의 영화배우 김성은.
- 1991년
  - 대한민국의 전직 스타크래프트 프로게이머 이호준.
  - 대한민국의 축구 선수 이광진.
  - 대한민국의 야구 선수 황인준.
  - 칠레의 축구 선수 크리스티아네 엔들레르.
- 1992년
  - 잉글랜드의 축구 선수 대니 잉스.
  - 대한민국의 트로트가수 한상아.
  - 대한민국의 가수 웬.
- 1993년
  - 대한민국의 배우 김수연.
  - 스페인의 축구 선수 아요세 페레스.
- 1994년
  - 오스트리아의 루지 선수 다비트 글라이어셔.
  - 일본의 축구 선수 기다 다쿠야.
- 1995년
  - 대한민국의 가수 화사 (마마무).
  - 일본의 성우 스즈키 아이나.
  - 대한민국의 가수 109.
- 1996년
  - 미국의 싱어송라이터 대니엘 브래드버리.
  - 일본의 체조 선수 다니가와 와타루.
- 1997년
  - 대한민국의 야구 선수 최지훈.
  - 대한민국의 역도 선수 함은지.
- 1998년 - 대한민국의 축구 선수 김인균.
- 1999년
  - 대한민국의 배우 오유진.
  - 대한민국의 리그 오브 레전드 프로게이머 리버.
- 2000년
  - 일본 여성 아이돌 그룹 SKE48 팀E 와 러브 크레센도 와 무시카고의 멤버 고토 라라.
  - 일본의 축구 선수 우메다 도고.
- 2001년 - 대한민국의 야구 선수 최지강.
- 2002년 - 대한민국의 배우 이은수.
- 2005년 - 대한민국의 가수, 요리사 진혜언.
- 2006년 - 대한민국의 수영 선수 이은지.
- 2007년 - 대한민국의 유튜버 김가흔.
- 2015년 - 대한민국의 아역배우 서우진.

## 사망
- 1274년 - 고려의 제24대 국왕 원종. (1219년~)
- 1475년 - 조선 전기의 성리학자·문신·정치인 언어학자, 외교관 신숙주. (1417년~)
- 1875년 - 미국의 발명가 아이작 메릿 싱거. ( 1811년~)
- 1885년 - 미국의 제18대 대통령 율리시스 S. 그랜트. (1822년~)
- 1906년 - 일본의 군인 고다마 겐타로. (1852년~)
- 1927년 - 일본의 소설가 아쿠타가와 류노스케. (1892년~)
- 1931년 - 대한민국의 아동문학가 방정환. (1899년~)
- 1950년 - 일본의 군인 도고 시게노리. (1882년~)
- 1951년 - 프랑스의 군인 필리프 페탱. (1856년~)
- 1965년 - 대한민국의 작곡가 윤용하. (1922년~)
- 1981년 - 대한민국의 기업인, 정치인 김종희. (1922년~)
- 1995년 - 대한민국의 언론인, 정치인 송원영. (1928년~)
- 1999년 - 모로코의 왕 하산 2세. (1929년~)
- 2007년 - 아프가니스탄의 마지막 샤 모하마드 자히르 샤. (1914년~)
- 2011년 - 영국의 가수 에이미 와인하우스. (1983년~)
- 2013년 - 대한민국의 방송 PD 김종학. (1951년~)
- 2015년
  - 미국의 교수 돈 오버도퍼. (1931년~)
  - 일본의 작가 구보타 시게코. (1937년~)
- 2018년
  - 대한민국의 정치인 노회찬. (1956년~)
  - 대한민국의 소설가 최인훈. (1934년~)
- 2020년 - 탄자니아의 제3대 대통령 벤저민 음카파. (1938년~)
- 2021년
  - 대한민국의 무용가 육완순. (1933년~)
  - 미국의 물리학자 스티븐 와인버그. (1933년~)
  - 일본의 물리학자 마스카와 도시히데. (1940년~)
- 2023년 - 미국의 영화배우 잉가 스웬슨. (1932년~)
- 2024년 - 오스트레일리아의 병리학자 로빈 워런. (1937년~)
- 2025년
  - 일본의 가수 미나가와 오사무. (1963년~)
  - 북마리아나 제도의 정치인 아널드 팔라시오스. (1955년~)

## 기념일
- 현충일(National Remembrance Day): 파푸아뉴기니
- 국왕 즉위일: 오만
- 1952년 이집트 혁명 기념일: 이집트

## 같이 보기
- 전날: 7월 22일 다음날: 7월 24일 - 전달: 6월 23일 다음달: 8월 23일
- 음력: 7월 23일
- 모두 보기